# Булфинч, Томас
Томас Булфинч (англ. Thomas Bulfinch; 15 июля 1796, Ньютон, Массачусетс — 27 мая 1867, Бостон) — американский писатель родом из Ньютона. Родился в семье знатных жителей Бостона. Его отцом был известный архитектор Чарльз Булфинч. Сам Томас Булфинч работал рядовым клерком в банке, а также состоял на должности секретаря Бостонского исторического общества. Булфинч изучал мифы и легенды и занимался поиском соответствий их сюжетов сюжетам в литературе и искусстве.

## Сочинения
Самая известная работа писателя — «The Age of Fable» (Век сказаний), состоит из трех частей, «Истории о богах и героях», «Сказания средневековой Англии» и «Легенды о Карле Великом», была напечатана в 1855 году, когда автору было 59 лет. С конца XIX века за книгой закрепилось название «Мифология Булфинча».